# باول ديفيس (لاعب دوري الرغبي)
باول ديفيس (بالإنجليزية: Paul Davis)‏ هو لاعب دوري الرغبي أسترالي، ولد في 12 مارس 1971 في أستراليا.